# Djurgården Hockey 1928/1929
Djurgården slutade på en tredje plats i sin första säsong i Elitserien. I SM-slutspelet tvingade man IK Göta till omspel i den andra omgången, efter att den första matchen slutade 0-0. I omspelet förlorade man med 1-0 och Djurgården var utslaget.

## Seriespelet
Referens:
| Datum            | Motståndare       | Resultat |
| ---------------- | ----------------- | -------- |
| 3 januari 1929   | Lidingö IF (h)    | 5 - 2    |
| 8 januari 1929   | Hammarby IF (h)   | 4 - 2    |
| 11 januari 1929  | Södertälje SK (b) | 3 - 2    |
| 16 januari 1929  | IK Göta (b)       | 1 - 5    |
| 22 januari 1929  | Karlbergs BK (h)  | 1 - 1    |
| 25 januari 1929  | Lidingö IF (b)    | 2 - 3    |
| 29 januari 1929  | Södertälje SK (h) | 3 - 0    |
| 5 februari 1929  | IK Göta (b)       | 1 - 3    |
| 8 februari 1929  | Hammarby IF (h)   | 4 - 1    |
| 22 februari 1929 | Karlbergs BK (h)  | 3 - 2    |

## Tabellen
Referens:
|   | Elitserien 1928/1929 | SM | V | O | F | GM | IM | P  |
| - | -------------------- | -- | - | - | - | -- | -- | -- |
| 1 | IK Göta              | 10 | 7 | 1 | 2 | 39 | 13 | 15 |
| 2 | Södertälje SK        | 10 | 6 | 2 | 2 | 38 | 18 | 14 |
| 3 | Djurgårdens IF       | 10 | 6 | 1 | 3 | 27 | 21 | 13 |
| 4 | Karlbergs BK         | 10 | 4 | 1 | 5 | 22 | 28 | 9  |
| 5 | Hammarby IF          | 10 | 3 | 1 | 6 | 25 | 38 | 7  |
|   |                      |    |   |   |   |    |    |    |
| 6 | Lidingö IF           | 10 | 1 | 0 | 9 | 17 | 50 | 2  |

## Svenska Mästerskapet 1929
Referens:
| Omgång         | Datum            | Motståndare | Resultat |
| -------------- | ---------------- | ----------- | -------- |
| Andra          | 19 februari 1929 | IK Göta (b) | 0 - 0    |
| Andra (omspel) | 26 februari 1929 | IK Göta (b) | 0 - 1    |